# Махмуд II (сельджуцький султан)
Махмуд II (*1104/1105 — 10 вересня 1131) — 8-й султан Сельджуцької імперії (Великих Сельджуків) у 1118—1119 роках, 1-й султан Іраку у 1119—11131 роках. Повне ім'я — Мугліз аль-Даула ад-Дін Махмуд ібн Гіяс аль-Даула ад-Дін Мухаммед.

## Життєпис

### Султан великих Сельджуків
Походив з династії Сельджукидів. Старший син султана Мухаммеда I. Народився у 1104 або 1105 році. Після смерті батька у 1118 році Махмуда було оголошено новим султаном. Втім, невдовзі він зіпсував стосунки із Гаршаспом II з династії Какуїдів, еміром Єзда та Абарку. Спроба схопити останнього виявилося невдалою. Тоді Гаршасп II (одружений зі стрийною Махмуда II) звернувся до Ахмада Санджара, фактично незалежного правителя Хорасана, пропонуючи тому захопити центральну Персію. Останній скористався цією ситуацією для висування прав на султанський трон. У свою чергу Махмуд II зажадав від Санджара звільнити Мазендеран і сплатити податки у 200 000 динарів.
Супротивник Махмуда II на чолі війська вирушив до Іраку. Султан виступив тому на зустріч, битва відбулася 14 серпня 1118 року при Сейвхі (західна Персія), в якій султан зазнав нищівної поразки. Султан втік до Ісфагану. За посередництва бабусі Саферійє-хатун почалися мирні перемовини. В результаті Махмуд II 1119 року змушений був одружитися з донькою Санджара та оголосити того своїм співправителм. Фактично став правити Ахмад Санджар.

### Султан Іраку
Махмуду II було виділено у володіння арабський і частину аджемського Іраку (перший — Месопотамія, другий — західний Іран з Хамаданом), де той став султаном. З цього моменту ведеться відлік існування Іракського султанату Сельджуків. У 1120 році проти нього виступив брат Масуд, малік Мосула і Аррану, повстав проти влади Махмуда II. У 1121 році бойові дії було припинено за посередництва ак-Сонкора Бурсукі, атабека Мосула.
Постійні повстання емірів значно послабили владу султана. У серпні 1121 року у Дідгорській битві грузинські війська на чолі із царем Давидом IV розбили військо коаліції емірів під орудою Нур-ад-дін Ільгазі, атабега Мосула та Алеппо, васала Махмуда II. 1122 року було втрачено Тбілісі. Після цього повстав Ширван. У відповідь 1123 року Махмуд II очолив військовий похід проти держав Закавказзя. Спочатку вдалося захопити Шемаху. Втім у битві проти Манучехра III, ширваншаха, та Давида IV, царя Грузії, сельджуцьке військо зазнало тяжкої поразки.
У 1125 році вступив у конфлікт з халіфом аль-Мустаршидом, якого було переможено за допомогою Імад ад-Діна Зеннгі. Бунтівного халіфа відправлено у заслання до Гамадану. Натомість у 1127 році надав зенгі титул атабека і правителя Алеппо з північною Сирією й Мосула з північним Іраком. Тоді ж під тиском Ахмада Санджара вимушений був повернути халіфа до Багдаду й вибачитися перед ним. У 1128 році вступив у конфлікт з Санджар, але швидко досяг згоди без військових дій.
Помер у 1131 році, призначивши спадкоємцем старшого сина Дауда, чим порушив васальні відношення до Ахмада Санджара, з яким був зобов'язаний порадитися. Це призвело до боротьби за Іракський султанат.

## Родина
- Дауд (д/н—1132), султан Ірака у 1131—1132 роках
- Малік-шах (1128—1160), султан Великих Сельджуків у 1152—1153 та 1160 році
- Мухаммед II (1128—1160), султан Великих Сельджуків у 1153—1160 роках
- Алп-Арслан
- Фарук-шах
- Чаґрі-шах
- Гаухар-насаб
- Теркен-хатун